# 汉宜铁路

## 概述
汉宜铁路是中国一条连接湖北省武汉市与宜昌市的铁路，是中国“中长期铁路网规划”中“四纵四横”快速客运通道中沪汉蓉快速客运通道的组成部分，一条以客运为主、兼顾货运的国铁I级电气化铁路干线。
汉宜铁路建于湖北省中西部的江汉平原，全长291.83公里，东起湖北省武汉市的汉口站，经汉川市、天门市、仙桃市、潜江市、荆州市、枝江市、至宜昌市的宜昌东站接轨宜万铁路。该线路结束了江汉平原腹地无干线铁路、无客运火车的历史。
汉宜铁路由铁道部与湖北省共同投资建设，工程总投资额为237.6亿元，设计为国家I级双线电气化铁路，设计时速为200公里，预留250公里条件。该线路于2008年9月17日正式开工，2011年10月28日全线送电试运行，2012年5月试运行，2012年7月1日正式通车。

## 相关事件

### 站名争议
汉宜铁路2009年修建时曾有提议，在汉宜铁路仙桃、天门、潜江三个县级市交汇处设计一个较大的火车站，命名为江汉站。但三地均不同意该方案，均希望在自己市区更近的地方单独设站。后来又就仙桃站的具体选址产生了很大争议。
2010年6月24日，湖北省铁路办以鄂铁办函（2010）69号函发文，确定将汉宜铁路原“仙桃站”更名为汉宜铁路“天门南站”，并在仙桃市三伏潭镇增设仙桃西站。 由于天门南站相较仙桃西站距离仙桃市区更近，所以在汉宜线上乘坐列车的乘客想要前往仙桃市区需要在天门南站下车，这种现象逐渐当地百姓中成为了用作调侃的模因。2018年央视针对国家发改委等部门发布的《关于推进高铁站周边区域合理开发建设的指导意见》中“新建高铁站选址尽可能在中心城区或靠近城市建成区”的内容进行解读时，亦以此举例说明既有部分高铁站距离市区过远的现象。

### 降标与路基沉降
汉宜铁路正式开工前（2006年）论文《武汉—宜昌客运专线速度目标值选择》第6章“结论”部分原文如下：
……考虑沿线大部分地段地形平坦，采用较大的曲率半径基本不增加工程的实际情况，线路平、纵断面预留300km/h条件，以充分适应未来路网发展需要。
根据《汉宜铁路全线首片梁顺利架设到位》《穿心多孔前卡式千斤顶在汉宜铁路T梁预应力张拉中的应用》论文可知，汉宜铁路桥架最终使用了通桥(2005)2201铁路T梁、横向加固。根据《标准规范动态》可知该梁为时速200km客货共线铁路T形梁，虽经横向加固但依然不能满足300km/h条件。
2011年5月，時任中華人民共和國鐵道部部長盛光祖要求湖北汉宜铁路缩减开支，降低“桥隧比”，把本应使用高架桥的路段更改设计使用路基路面，未考虑部分路段土基松软等问题，导致该线路潜江段及后续道路在2012年大面积出现路基沉降，直接影响日后线路的安全。这也是为何该线路最大坡度从早期环评时的6‰变为了9‰的根本原因。虽然后续开展了修复工程，但该路段依然只能以200km/h运行。

### 暂停运营
2020年由于武汉及湖北省内爆发新型冠状病毒疫情，自1月24日起，汉宜铁路全线所有车站除经批准的抗疫人员之外停止售票及旅客乘降，仅运行长途过路列车。自3月28日除武汉以外的湖北省其他城市解封、4月8日武汉解封后，线路恢复正常运营。

## 与汉宜高铁的联系
根据早期论文《武汉至宜昌铁路线路总体走向方案研究》，在权衡各种因素后，汉宜铁路最终选择了南线方案。而新修建的汉宜高速铁路，从线位看更贴近当年推荐的北线方案。这使得汉宜高铁较汉宜铁路而言虽有速度优势，但在路程方面并不是最优解。而作为路程最优解的汉宜铁路，又因前述原因不能提速。
设若当年南线方案按300km/h甚至350km/h高铁标准修建（或有条件提升至300km/h及以上），北线方案修建200km/h或250km/h快铁，那么现在的汉宜铁路将能充分发挥南线短距离优势，同时也保证了北线长距离的前提下有高铁贯通，更早的解决了荆门不通高速铁路的问题。